# Мон-Дис
Мон-Дис (фр. Mont-Disse) — коммуна во Франции, находится в регионе Аквитания. Департамент — Атлантические Пиренеи. Входит в состав кантона Тер-де-Люи и Кото-дю-Вик-Бий. Округ коммуны — По.
Код INSEE коммуны — 64401.

## География

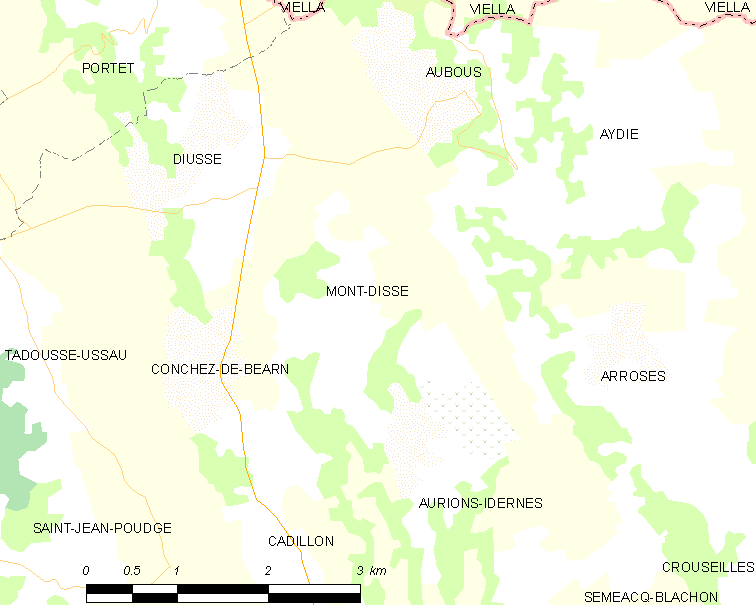
Карта коммуны

Коммуна расположена приблизительно в 620 км к югу от Парижа, в 150 км южнее Бордо, в 34 км к северо-востоку от По.
На востоке коммуны протекает река Ларсис.

### Климат
Климат тёплый океанический. Зима мягкая, средняя температура января — от +5°С до +13°С, температуры ниже −10 °C бывают редко. Снег выпадает около 15 дней в году с ноября по апрель. Максимальная температура летом порядка 20-30 °C, выше 35 °C бывает очень редко. Количество осадков высокое, порядка 1100 мм в год. Характерна безветренная погода, сильные ветры очень редки.

## Население
Население коммуны на 2010 год составляло 78 человек.
| 1962 | 1968 | 1975 | 1982 | 1990 | 1999 | 2010 |
| ---- | ---- | ---- | ---- | ---- | ---- | ---- |
| 115  | 106  | 92   | 90   | 82   | 67   | 78   |

## Администрация
| Период | Период | Фамилия     | Партия                                       | Примечания |
| ------ | ------ | ----------- | -------------------------------------------- | ---------- |
| 1995   | 2020   | Шарль Пелан | Союз за французскую демократию → Новый центр |            |

## Экономика
В 2010 году среди 47 человек трудоспособного возраста (15-64 лет) 37 были экономически активными, 10 — неактивными (показатель активности — 78,7 %, в 1999 году было 75,7 %). Из 37 активных жителей работали 33 человека (18 мужчин и 15 женщин), безработных было 4 (1 мужчина и 3 женщины). Среди 10 неактивных 6 человек были учениками или студентами, 3 — пенсионерами, 1 был неактивным по другим причинам.

## Достопримечательности
- Церковь Св. Стефана (XII век)[4]
- Церковь Св. Мартина[5]
- Замок Касте (XVI век)[6]